# Donji Prisjan
Donji Prisjan (en serbe cyrillique : Доњи Присјан) est un village de Serbie situé dans la municipalité de Vlasotince, district de Jablanica. Au recensement de 2011, il comptait 205 habitants.

## Démographie
| 1948 | 1953  | 1961  | 1971 | 1981 | 1991 | 2002 | 2011 |
| ---- | ----- | ----- | ---- | ---- | ---- | ---- | ---- |
| 983  | 1 024 | 1 003 | 845  | 692  | 474  | 330  | 205  |

|  |